# Drosophila cogani
Drosophila cogani är en tvåvingeart som beskrevs av Léonidas Tsacas och Ronald Henry Lambert Disney 1974. Drosophila cogani ingår i släktet Drosophila och familjen daggflugor.
Artens utbredningsområde är Kamerun och Liberia.